# 지바현 제12구
지바현 12구(일본어: 千葉県第12区)는 일본의 중의원 선거구이다. 1994년 일본 공직선거법 개정으로 신설되었다.

## 지역
- 다테야마시
- 기사라즈시
- 가모가와시
- 기미쓰시
- 훗쓰시
- 소데가우라시
- 미나미보소시
- 아와군

## 역대 국회의원
| 선거          | 선거              | 의원            | 정당       |
| ------------- | ----------------- | --------------- | ---------- |
|               | 1996년 제41회     | 하마다 야스카즈 | 자유민주당 |
| 2000년 제42회 | 나카무라 쇼자부로 |                 | 자유민주당 |
| 2003년 제43회 | 하마다 야스카즈   |                 | 자유민주당 |
| 2005년 제44회 | 하마다 야스카즈   |                 | 자유민주당 |
| 2009년 제45회 | 하마다 야스카즈   |                 | 자유민주당 |
| 2012년 제46회 | 하마다 야스카즈   |                 | 자유민주당 |
| 2014년 제47회 | 하마다 야스카즈   |                 | 자유민주당 |
| 2017년 제48회 | 하마다 야스카즈   |                 | 자유민주당 |